# Florent Mols
Pour les articles homonymes, voir Mols.
Florent Mols, né à Anvers le 11 mars 1811 et mort dans la même ville le 17 janvier 1896, est un peintre belge de paysages et de scènes de genre.
Ses œuvres les plus connues, de facture orientaliste, sont le résultat de ses voyages en Grèce et en Égypte. Les expositions triennales, auxquelles il participe régulièrement, permettent au public belge de découvrir des lieux peu connus par l'image.

## Biographie

### Famille
Florent Mols, né à Anvers le 11 mars 1811, est le fils du Jonkheer François Mols (1767-1845), conseiller municipal et appartenant à la noblesse, et de Theresa Van de Zanden (1781-1813). Il est issu d'un milieu aisé.
Il épouse à Anvers, le 18 avril 1842 Élise-Hubertine Brialmont (1822-1894), fille du général et homme politique Mathieu Brialmont et d'Anne-Marie Verwins. Le couple a quatre enfants : Léonie-Marie (1843-1918), collectionneuse d'art et mécène, Marie-Clémentine (1844-1917), Robert (1848-1903), également peintre, et Alexis (1853-1923), officier de carrière. Après son mariage, il se fait parfois appeler « Florent Mols-Brialmont ».

### Formation
Étudiant à l'Académie royale des beaux-arts d'Anvers, ses principales leçons sont dispensées par Ferdinand de Braekeleer et Mathieu-Ignace Van Brée. Il commence à exposer au Salon d'Anvers de 1834, au Salon de Gand de 1835, puis au Salon de Bruxelles de 1836,,.

### Carrière
En septembre 1838, en compagnie du mécène Charles Stier d'Aertselaer, Florent Mols se rend à Constantinople, où les deux hommes rencontrent et se lient d'amitié avec le peintre Jacob Jacobs, en mission diplomatique. Lors de leur séjour dans l'Empire ottoman, les deux peintres se livrent à leurs études artistiques. Le 6 décembre, les voyageurs embarquent pour l'Égypte et débarquent à Alexandrie dix jours plus tard. Ils y demeurent quatre mois, puis rejoignent la Grèce et visitent  puis traversent Trieste, l'Autriche et l'Allemagne jusqu'à Saint-Pétersbourg. De février à avril, les voyageurs belges passent deux mois sur le Nil, au cours desquels ils visitent les sites égyptiens jusqu'en Nubie. Plus tard, ils rencontrent David Roberts et travaillent ensemble, dessinant des monuments antiques. Ils font également la connaissance de l'égyptologue français Nestor L'Hôte, ancien collaborateur de Jean-François Champollion,. 
Il effectue ensuite, en 1857-1858, un second voyage en Égypte avec le peintre d'histoire Frans Vinck. Lorsqu'il revient à Anvers, il rapporte quelques antiquités, ainsi que des manuscrits arabes et coptes,.
En 1859, Florent Mols, qualifié de « rentier », réside Van Schoonbekestraat, no 100-102 à Anvers, dans une maison de style néo-classique qu'il a fait bâtir.
Florent Mols meurt, à l'âge de 84 ans, le 17 janvier 1896, place de Meir no 75 à Anvers. Ses funérailles ont lieu quatre jours plus tard à l'église Saint-Jacques d'Anvers,.

## Œuvre

### Caractéristiques
Florent Mols est principalement connu pour ses peintures de facture orientaliste inspirées de ses voyages au Moyen-Orient. Il expose une première toile de ce style : Vue du Temple de Thésée et de l'Acropolis d'Athènes, prise sur les lieux au Salon d'Anvers de 1840. Financièrement aisé, il ne doit pas peindre pour assurer son existence et laisse une œuvre peu abondante, mais de qualité. Son voyage de 1839 est l'un des premiers effectués par des artistes peintres européens. Les critiques trouvent dans ses tableaux lumineux de la poésie. Le peintre répond aux attentes d'un orientalisme documentaire. Les expositions triennales, auxquelles il participe régulièrement, permettent au public belge de découvrir des lieux peu connus par l'image. 

### Expositions
- Salon d'Anvers de 1834 : Intérieur avec figures[4].
- Salon de Gand (XVI) de 1835 : Intérieur de maison de paysan avec figures et Intérieur de forge avec figures[5].
- Salon de Bruxelles de 1836 : Le Retour du pêcheur et Intérieur avec figures[6].
- Salon d'Anvers de 1837 : Une étable et Les Apprêts du départ pour le marché[15].
- Salon d'Anvers de 1840 : Vue du Temple de Thésée et de l'Acropolis d'Athènes, prise sur les lieux[12].
- Salon de Bruxelles de 1842 : Vue d'Athènes et Souvenirs d'Italie entre Rome et Naples[16].
- Salon d'Anvers de 1843 : Bazar en Girgch, Égypte et Grand bazar au Caire, Égypte[17].
- Salon de Gand (XIX) de 1844 : Un paysage dans l'Oberland, Suisse[18].
- Salon de Bruxelles de 1845 : L'Allée principale du grand champ des morts de Scutari près de Constantinople et Souvenir de l'Oberland bernois, Suisse[19].
- Salon de Bruxelles de 1851 : Souvenir du Lac de Zurich[20].
- Salon d'Anvers de 1852 : Une cascade dans le Tyrol[21].
- Salon de Bruxelles de 1854 : Campagne de Rome et Tombeaux antiques près des anciennes carrières de Selselis, Haute-Égypte[22].
- Salon de Bruxelles de 1857 : Les Propylées, Acropole d'Athènes, Les Bords du Nil, près d'El-Tell, Haute-Égypte et Campagne de Rome[23].
- Salon d'Anvers de 1858 : Un village arabe près du Caire[24].
- Salon de Bruxelles de 1860 : Vue prise dans l'allée de Choubra (Caire)[25].
- Salon d'Anvers de 1861 : Vue prise dans la Vallée de Josaphat en Palestine, Passage des montagnes rocheuses dans le désert en Égypte et Vue d'El-Tell, ville au bord du Nil, Haute-Égypte[26].
- Salon de Bruxelles de 1863 : Une rue du Caire et Vue de Quenek, Haute-Égypte[27].

### Galerie

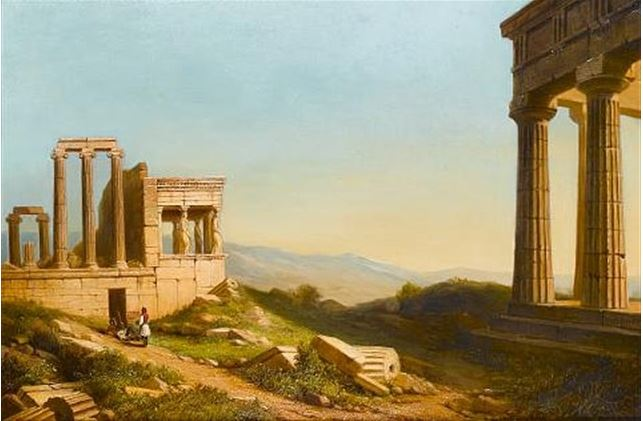
L'Acropole (1857).
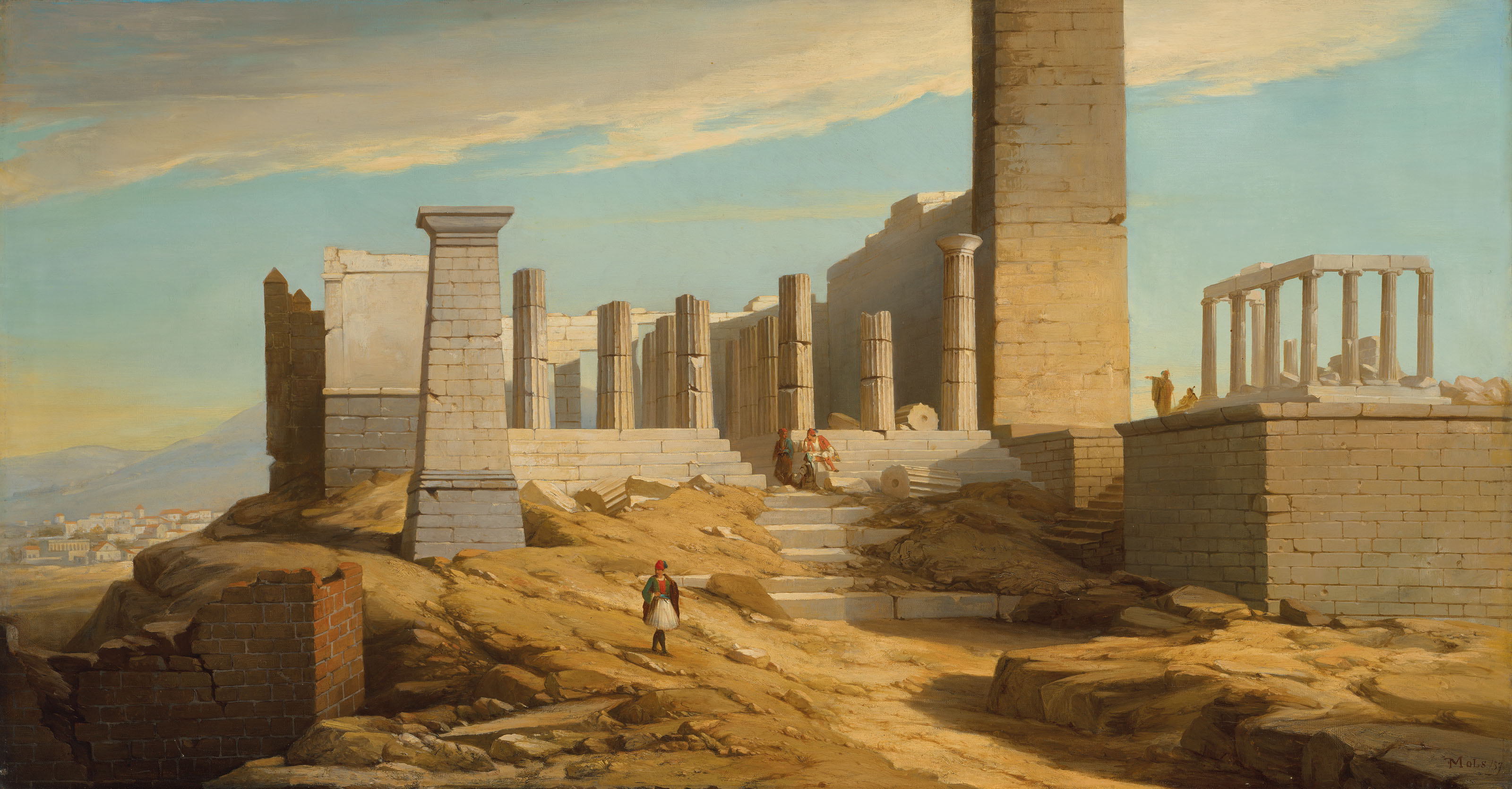
Vue de ruines grecques.
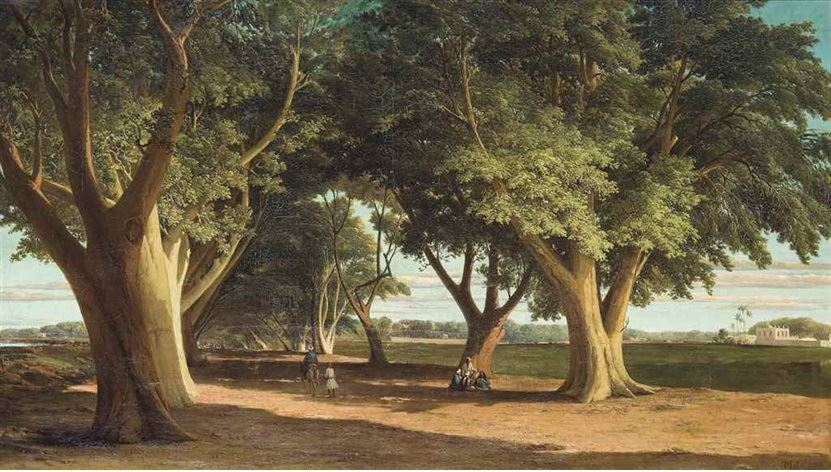
La Route vers Choubra (1860).
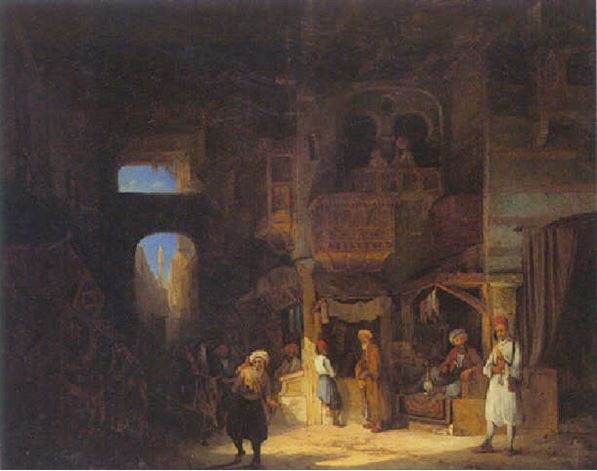
La Medina.
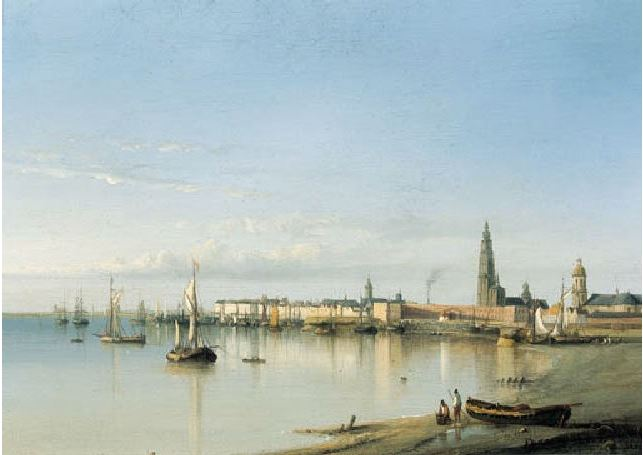
Vue d'Anvers.
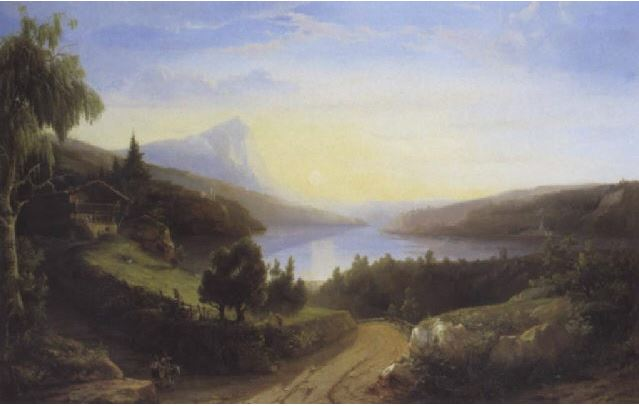
Lac en Suisse.